# Smirnovo (Kaliningrad)
Pour les articles homonymes, voir Smirnovo.
Smirnovo (en russe : Смирново, en allemand : Kiauten, Domäne / Kiauten, Eisenmühle, 1928–1938 Kiauten, 1938–1945 Zellmühle) est un village russe situé dans le raïon d'Oziorsk dans l’oblast de Kaliningrad.

## Démographie
Recensements et estimations de la population,:
| 2002* | 2010* | - |
| ----- | ----- | - |
| 47    | 51    | - |